# Pingus
Pingus是采用Lemmings系列创意的电子游戏，授权GPLv2为自由软件，作者是Ingo Ruhnke。 用企鹅代替旅鼠。CNN.com、about.com、Unix Review都给予好评。
开始于1998年，击败了SuperTux、SuperTuxKart以及Lincity，成为The Linux Game Tome的「月度游戏」（Game of the Month, GotM）。
Pingus 在图形界面下只有22个冬季主题的教学关卡。可是，还有很多关卡可以从命令行进入，而且有些用了完全不同的图像效果。参数如：

pingus /usr/share/games/pingus/data/levels/playable/cages.pingus

启动了cages.pingus，在playable目录下。
一个支持选择任何安装关卡的Linux shell脚本能在找到。
最新版本0.7.6于2011年12月24日发布。

## 參看
- 重要开源游戏列表